# Лудима (округ)
Луди́ма (фр. Loudima) — округ в Республике Конго, входит в состав департамента Буэнза. Население на 28 апреля 2007 года — 32 775 человек. Центр — город Лудима.